# Le Naturaliste

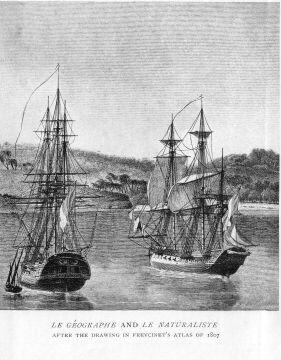
Os dois navios da Expedição Baudin: Le Naturaliste e Le Géographe.

Le Naturaliste foi uma barcaça francesa da classe Salamandre lançada em 1795 com o nome de Menaçante. Ela foi batizada Le Naturaliste em 1800 e encomendada por Jacques Félix Emmanuel Hamelin, então capitão de fragata. Este foi um da duas grandes embarcações por meio das quais o capitão Nicolas Baudin comandou sua expedição para os Territórios do Sul que partiu de Le Havre em 19 de outubro de 1800. Ela voltou  a Le Havre em junho de 1803.